# Kommunal självstyrelse
Kommunalt självstyre är baserat på principen om att de lokala medborgarna vet vad som är bäst för dem själva. Historiskt är det kommunala självstyret ofta äldre än staten. I några länder som Sverige och Schweiz finns en tradition av kommunalt självstyre som går tillbaka till äldre medeltid om inte längre. 

## Motiv för kommunal självstyrelse och formulering i USA:s konstitution
Det tionde tillägget till USA:s konstitution, en del av Bill of Rights som lades till konstitutionen 1791, kan sägas formulera en grundprincip för kommunalt självstyre: “The powers not delegated to the United States by the Constitution, nor prohibited by it to the States, are reserved to the States respectively, or to the people.” ”Den makt som inte genom denna konstitution givits åt unionen eller är förbjuden av den för delstaterna, reserveras för respektive delstater eller för folket självt”.[källa behövs]
Europarådets självstyrelsekonvention fastslår grundläggande principer om lokalt självstyrelse bland rådets medlemmar.
Motivet för självstyrelsen är att föra besluten närmare folket, där en viktig funktion är att kommunen sköter de gemensamma angelägenheter som rör kommunen och är angelägna för dess medborgare. Kommunalt självstyre utövas i Sverige i primärkommunerna, det vill säga kommunerna; samt i sekundärkommunerna, det vill säga i regioner (officiellt regionkommuner).

## Vad som kan skötas av kommunerna
Vad som kan skötas av kommunerna kan vara sådant som nödvändigtvis inte kan eller behöver skötas centralt som till exempel gator, avlopp, skola, omsorg etc. Också viss lokal lagstiftning som överlåtits till kommunen kan skötas av kommunen, till exempel var vägskyltar skall stå och vilken hastighetsbegränsning det skall vara etc.

### Avvägningsfrågor. Skillnader mellan USA och Sverige
Det är en avvägningsfråga vad som bör höra till kommunens befogenheter eller inte. I USA har kommuner större befogenheter att lagstifta och ålägga medborgarna mindre ålägganden, som att det i vissa kommuner inte är tillåtet att äta glass.[källa behövs] I Sverige är i princip inte sådan lagstiftning möjlig på grund av riksdagens exklusiva privilegier (rättigheter) på det området. Enligt 1974 års regeringsform 8 kap. 2 § skall nämligen sådant "som gäller åligganden för enskilda" meddelas genom lag (som stiftas av riksdagen). Däremot kan riksdagen genom lag överlåta åt kommun att meddela föreskrifter enligt 1974 års regeringsform 8 kap. 7-11 § i de ämnen som där räknas upp.

### Sveriges kommuners beskattningskompetens
Sveriges kommuner har däremot ganska stor kompetens och självständighet gentemot staten genom att de själva sköter sina finanser. De har nämligen traditionellt egen beskattningsrätt ända sedan kommunreformen 1862 och detta fastställs också i 1974 års regeringsform 1 kap. 7 §. På så vis löser de själva i stor utsträckning sina egna finansierings- och organiseringsproblem. I andra länder kan detta regleras mer strikt.

## Om kommunalt självstyrelse i Sverige
I Sverige finns idag 290 kommuner och 21 regioner. De förras ansvar omfattar i Sverige lokala frågor (i andra länder kan ansvaret delas upp annorlunda mellan olika sorters kommuner och staten) som fysisk planering, infrastruktur, bostadsförsörjning och näringslivsutveckling samt välfärdstjänster som skola, äldreomsorg och hälso- och sjukvård. Uppdraget för kommunerna är generellt sedan 1862 att sköta sina ”inre gemensamma angelägenheter” och utveckla och förvalta ett väl fungerande samhälle på lokal och regional nivå, med medborgarinflytande och ansvarsutkrävande av valda företrädare. Regionerna sköter sjukvård, kollektivtrafik och ansvarar även i viss mån för regional utveckling, trafikplanering och näringslivsutveckling. Regionerna har även möjlighet att sköta viss kultur- och bildningsverksamhet såsom regionala museum samt folkhögskolor.
På detta sätt är makten uppdelad i 310 självständiga enheter, och därigenom har medborgarna möjlighet att påverka förhållandena i sin del av landet. Det gör de främst genom de allmänna valen vart fjärde år. Samtidigt innebär indelningen av Sverige i 310 politiska organ, utöver riksdagen, en viss garanti mot likriktning och maktkoncentration. Maktdelningen blir dessutom särskilt tydlig eftersom hälften av landets kommuner och regioner har[när?] en annan politisk majoritet än den i riksdagen och maktskiften är inte ovanliga.

### Makten i svenska kommuner
Makten i en kommun överlämnas av medborgare till kommunfullmäktige i samband med allmänna val vart 4:e år. Kommunfullmäktige är den beslutande makten i kommunen som utser en verkställande makt bestående av kommunstyrelse och övriga nämnder. Ledamöterna i kommunstyrelsen och övriga nämnder väljs ur de partier som finns representerade i kommunfullmäktige i proportion till senaste valresultatet. Kommunfullmäktige utser även en granskande makt (kommunrevisionen) i form av minst fem oberoende förtroendevalda kommunala revisorer med uppgift att årligen granska de kommunala nämnderna inklusive kommunstyrelsen och dess samordningsansvar samt de kommunägda bolagen i kommunen. Kommunrevisorerna avger varje år en revisionsrapport där de rekommenderar kommunfullmäktige att tillstyrka eller avstyrka ansvarsfrihet för ledamöter i samtliga kommunala nämnder och bolagsstyrelser. Staten utövar också kontroll och styrning över kommunerna. Detaljerade lagar styr verksamheten. Medborgare kan överklaga många beslut till den statliga länsstyrelsen.

### Kommunernas ekonomiska betydelse för Sverige
Tillsammans står kommuner och regioner för ungefär 20 procent av BNP och 70 procent av den offentliga konsumtionen. Sektorn sysselsätter 25 procent av den arbetande befolkningen, drygt en miljon svenskar.

## Ytterligare motiv för kommunal självstyrelse
Lokal självstyrelse skapar förutsättningar för demokrati och förankring genom delaktighet och ansvar för samhällets utveckling. Den kommunala självstyrelsen är nämligen en frihet att själva kunna fatta beslut under eget ansvar för att utveckla ett väl fungerande samhälle och för att ta till vara och hushålla med gemensamma resurser. De förtroendevaldas närhet till den kommunala verkligheten ger dem möjlighet till överblick.
Genom kommunal självstyrelse kan medborgarna själva också vara med och styra hur gemensamma lokala intressen tas tillvara har visat sig vara både demokratiskt och effektivt och är därför viktigt. Det kan ytterst ske genom folkförsamlingar eller stämmor (och historiskt genom allmänna rådstugor), men sker oftast genom representativ demokrati, det vill säga genom valda representanter i kommunala råd eller fullmäktige.

### Argument för ökad kommunal självstyrelse och decentralisering
- Medborgarna har nära till besluten
- Verksamheten kan anpassas till medborgarnas behov
- Det underlättar överblick och helhetssyn
- Det främjar verksamhetsutveckling.

### Argument mot ökad kommunal självstyrelse
- Att undvika orättvisor, att vissa kommuners invånare får det sämre än andras. För att undvika detta utfärdar statliga myndigheter i Sverige detaljerade krav på vård, skola och andra verksamheter som kommuner och regioner ansvarar för.